# André-Frédéric Eler
André-Frédéric Eler (né en Alsace en 1764 et mort à Paris le 29 avril 1821) est un compositeur et pédagogue français.

## Biographie
André-Frédéric Eler est né en Alsace en 1764,.
Arrivé jeune à Paris, il se fait d'abord une réputation comme compositeur de musiques pour instruments à vent. On lui doit notamment une Ouverture pour harmonie publiée au Magasin de musique à l'usage des fêtes nationales. Il devient le premier bibliothécaire, de 1795 à 1797, du Conservatoire de Paris lors de sa création, puis occupe plusieurs postes au sein de l'établissement, avant d'y être nommé professeur de contrepoint en 1816,,.
Le nom de Eler est en outre attaché à une collection (six volumes) de partitions copiées de maîtres des XVIe et XVIIe siècles et réunies par le compositeur, lot aujourd'hui conservé à la Bibliothèque nationale de France,,.
André-Frédéric Eler meurt à Paris le 29 avril 1821,.

## Œuvres instrumentales
Parmi ses compositions instrumentales, figurent, :
- Ouverture pour harmonie
- Six Walses et une Anglaise pour sextuor à vent (2 clarinettes, 2 cors et 2 bassons)
- Symphonie concertante pour flûte, clarinette, cor et basson (et orchestre)
- Concerto en fa pour cor et orchestre
- Deuxième concerto pour cor et orchestre, en ut
- Trois trios pour 2 violons et basse
- Trois quatuors pour cor, violon, alto et basse, op. 1
- Trois quatuors à cordes, op. 2
- Trois quatuors pour flûte, clarinette, cor et basson, op. 6
- Trois quatuors pour flûte, violon, alto et basse, op. 7
- Six sonates pour piano, violon et violoncelle, op. 8
- Trois trios pour flûte, clarinette et basson, op. 9
- Trois quatuors pour deux clarinettes, cor et basson, op. 10
- Trois quatuors pour flûte, clarinette, cor et basson, op. 11

## Œuvres vocales
Ses œuvres pour la scène consistent en, :
- Le Cousin et la Cousine, opéra en 1 acte, Paris, Opéra-Comique (Salle Favart), 10 avril 1798.
- Apelle et Campaspe, opéra en 1 acte, livret de Charles-Albert Demoustier, Paris, Opéra, 12 juillet 1798.
- L'Habit de la Duchesse de Grammont, opéra-comique en 1 acte, Paris, 8 janvier 1801 (n.d.), partition perdue.
- L'Habit du Chevalier de Grammont, opéra-comique en 1 acte, livret de Jacques Bins de Saint-Victor, Paris, Opéra-Comique, 6 décembre 1803.
- La Forêt de Brama, opéra en 4 actes, livret de M. Bourdic-Viot.
- Le Chant des vengeances, intermède en 1 acte, livret de Claude Joseph Rouget de Lisle, Paris, Opéra, 7 mai 1798 (mentionné par Fétis).